# هرمانتاوون (مینه‌سوتا)
هرمانتاوون، مینه‌سوتا (به انگلیسی: Hermantown, Minnesota) یک شهر در ایالات متحده آمریکا است که در شهرستان سنت لوئیس واقع شده‌است.

## خصوصیات
هرمانتاوون ۸۹٫۰۲ کیلومترمربع مساحت و ۹٬۴۱۴ نفر جمعیت دارد و ۴۱۵ متر بالاتر از سطح دریا واقع شده‌است.